# Asplenium paucifolium
Asplenium paucifolium là một loài dương xỉ trong họ Aspleniaceae. Loài này được Bonap. mô tả khoa học đầu tiên năm 1917.
Danh pháp khoa học của loài này chưa được làm sáng tỏ. 